# Klaus Konjetzky
Klaus Konjetzky (* 2. Mai 1943 in Wien; † 31. Oktober 2019) war ein deutscher Schriftsteller.

## Leben
Klaus Konjetzky wuchs seit 1949 in München auf. Er besuchte dort das Gymnasium und studierte anschließend bis 1971 Geschichte, Germanistik und Philosophie an der Ludwig-Maximilians-Universität. Seitdem lebte er als freier Schriftsteller in München. Er war mit der Filmemacherin und Fotografin Vera Botterbusch verheiratet. Die beiden Töchter sind die Pianistin und Komponistin Laura Konjetzky und die Choreographin Anna Konjetzky.

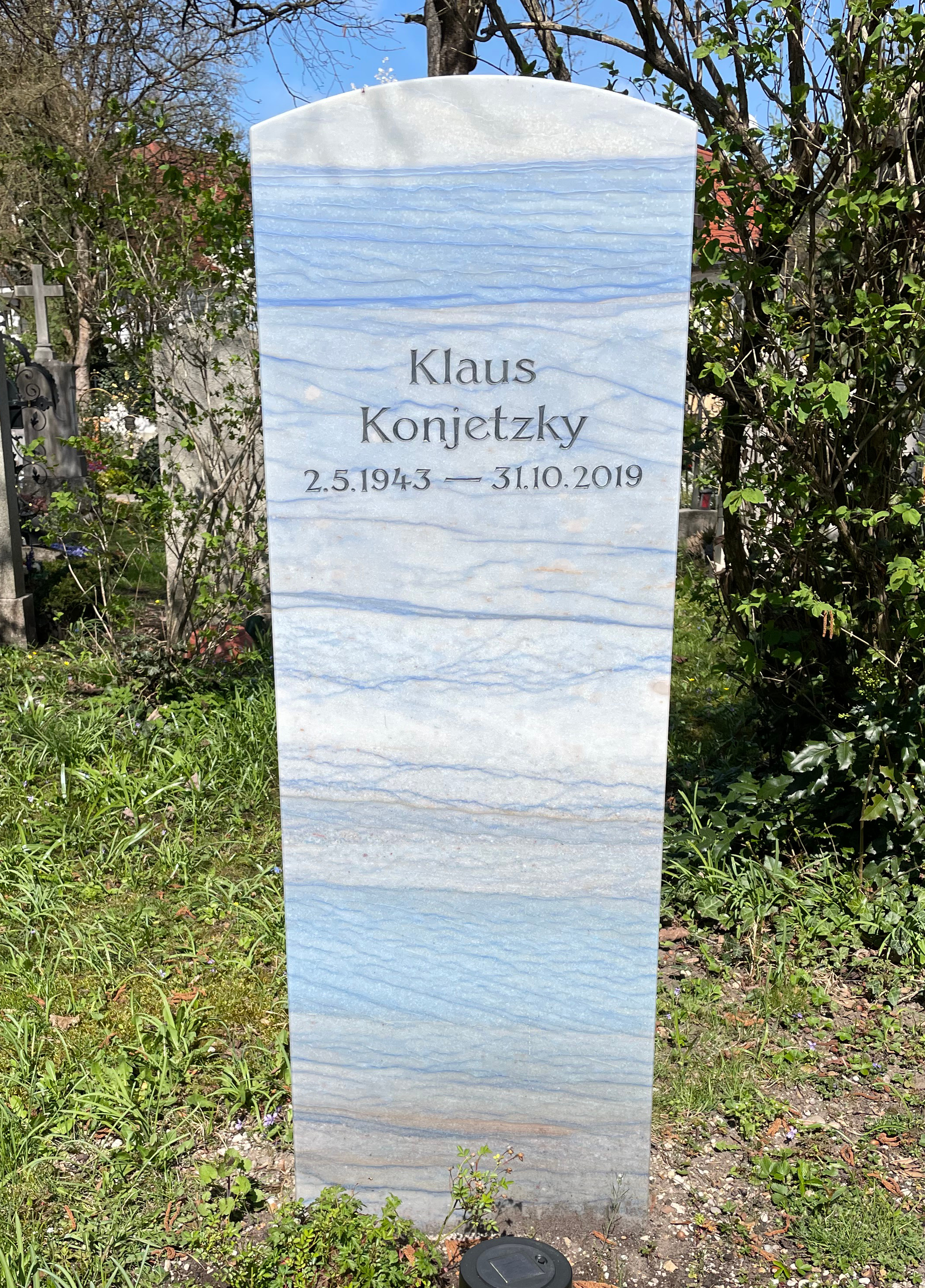
Grabstein von Klaus Konjetzky auf dem Nymphenburger Friedhof

Anfang der Siebzigerjahre war Konjetzky Mitherausgeber der Literarischen Hefte und wirkte als Mitglied der von ihm 1972 mitbegründeten Wortgruppe München Links seit 1974 als Redakteur und Mitherausgeber an der Zeitschrift Kürbiskern mit. Bis 1988 veröffentlichte Konjetzky vorwiegend Lyrik und Prosa und gab Anthologien heraus; später war er vor allem als Musikjournalist tätig. 
Klaus Konjetzky war seit 1971 Mitglied des Verbandes Deutscher Schriftsteller und seit 1977 des PEN-Zentrums Deutschland. Sein Grab befindet sich auf dem Nymphenburger Friedhof in München.

## Werke
- Grenzlandschaft. München 1966.
- Perlo Peis ist eine isländische Blume und andere Prosa. München 1971.
- Poem vom Grünen Eck. München 1975.
- Was interessiert mich Goethes Geliebte? München 1977.
- Die Hebriden. München [u. a.] 1979.
- Hauskonzert in h. Frankfurt am Main 1980.
- Am anderen Ende des Tages. München [u. a.] 1981.
- Gedichte schreiben heißt Widerstand leisten. Leonberg-Warmbronn 1981.
- Die Lesereise. Warmbronn 1988.
- Voices eine Suite. Freiburg 2021.
- 39,4 oder Mich bringt was mich rettet um und andere Gedichte. Freiburg 2022.
- Der Fall Franz. Freiburg 2023.

## Herausgeberschaft
- Für wen schreibt der eigentlich? München 1973 (zusammen mit Manfred Bosch).
- Auf Anhieb Mord. München [u. a.] 1975.
- Keine Zeit für Tränen. München 1976.
- An zwei Orten zu leben. Königstein/Ts. 1979 (zusammen mit Vera Botterbusch).
- Die stillenden Väter. München 1983.
- An Die Eltern.